# Municipio de Arthur (Carolina del Norte)
El municipio de Arthur (en inglés: Arthur Township) está ubicado en el condado de Pitt, en el estado estadounidense de Carolina del Norte.

## Geografía
El municipio de Arthur se encuentra ubicado en las coordenadas 35°35′13.58″N 77°29′40.89″O / 35.5871056, -77.4946917. Según la Oficina del Censo de los Estados Unidos, tiene una superficie total de 88,59 km², de la cual 88,54 (99,95%) corresponden a tierra firme y 0,05 (0,05%) a agua.

## Demografía
Según el censo de 2010, el municipio de Annawan estaba habitado por 6050 personas y su densidad de población era de 68,29 hab/km². Según su raza, el 53,37% de los habitantes eran blancos, el 41,64% negros o afroamericanos, el 0,25% amerindios o nativos de Alaska, el 0,66% asiáticos, el 0,07% isleños del Pacífico, y el 1,77% de otras. Además, el 2,25% pertenecían a dos o más razas y, del total de la población, el 3,49% eran hispanos o latinos de cualquier raza.